# مايكل وولش
مايكل وولش (بالإنجليزية: Michael Welch)‏ هو ممثل أمريكي، ولد في 25 يوليو 1987 بلوس أنجلوس في الولايات المتحدة.

## أعمال

### أفلام
- (2006) جميع الأولاد يحبون ماندي لين[4]
- (2007) تذكر المذهول
- (2007) جريمة أمريكية
- (2008) الشفق[5]
- (2009)  قمر جديد[6][7]
- (2010)  خسوف[8][9]
- (2011)  بزوغ الفجر - الجزء 1[10]
- (2012)  بزوغ الفجر - الجزء 2[11]

### مسلسلات
- الملفات الغامضة
- إن سي آي إس
- جوال تكساس ووكر
- التحقيق في موقع الجريمة
- ميامي
- عقول إجرامية
- كولد كيس

## وصلات خارجية
- مايكل وولش على موقع IMDb (الإنجليزية)
- مايكل وولش على موقع روتن توميتوز (الإنجليزية)
- مايكل وولش على موقع ألو سيني (الفرنسية)
- مايكل وولش على موقع ميوزك برينز (الإنجليزية)
- مايكل وولش على موقع أول موفي (الإنجليزية)
- مايكل وولش على موقع قاعدة بيانات الأفلام السويدية (السويدية)
- مايكل وولش على موقع إن إن دي بي (الإنجليزية)
- مايكل وولش على موقع قاعدة بيانات الفيلم (الإنجليزية)
- مايكل وولش على موقع كينوبويسك (الروسية)